# Dombeya
Dombeya é um género botânico pertencente à família Malvaceae.

## Espécies
- Dombeya acutangula
- Dombeya aethiopica
- Dombeya amaniensis
- Dombeya ledermannii
- Dombeya longebracteolata
- Dombeya rotundifolia